# Finlands herrlandslag i längdskidåkning
Finlands skidlandslag i längdåkning är ett av skidhistoriens mest framgångsrika.  
Många stora personligheter som Eero Mäntyranta, Juha Mieto, Aki Karvonen, Marja-Liisa Hämäläinen och Marjo Matikainen, och Virpi Kuitunen har representerat Finland i längdåkning. 
Under skid-VM på hemmaplan i Lahtis 2001 drabbades det finska skidlandslaget av en stor dopningsskandal inom skididrott då sex utövare (bland andra Harri Kirvesniemi, Mika Myllylä och Jari Isometsä) testades positivt för det prestationshöjande medlet hemohes och blev avstängda från all idrott i två år.
Se vidare dopningsskandalen i Lahtis 2001.